# Stictozetes microporosa
Stictozetes microporosa är en kvalsterart som först beskrevs av Sandór Mahunka 1986.  Stictozetes microporosa ingår i släktet Stictozetes och familjen Galumnidae. Inga underarter finns listade i Catalogue of Life.